# 趙密
赵密（1095年—1165年），字微叔。太原府清源县（今山西省清徐县）人，南宋将领。
政和四年（1114年），因为才能勇武在崇政殿考试，授为河北队将，驻守燕山。康王赵构以大元帅开府，发檄文让他统率先锋救援京师。
建炎元年（1127年），赵密跟随张俊讨伐任城李昱，张俊轻骑先行，遇到伏击，赵密奔马射死数人，才逃脱。擢升为阁门祗候。张俊设置靖胜军，以赵密统率。平定董青、越万、徐明等，以功转任武节郎、左军统领。金军攻陷扬州，士民随皇帝渡长江，众数万，赵密立在水边，指挥船只摆渡。苗傅之变，在临平击破赤心军。金人侵犯明州，张俊派遣赵密、杨沂中击败金军，进任武功大夫，升任统制。
绍兴元年（1131年），李成、马进侵扰江、淮，张俊再派赵密将他们击败，李成、马进都北逃。高宗赐赵密金带，转任亲卫大夫、康州刺史，总管泾原马步军。平定张莽荡，宋高宗诏命他入卫。绍兴十年（1140年），金朝进犯亳州、宿州，赵密跟从张俊在合肥驻营，出西路。当时水势暴涨，经过六个昼夜才到达宿州，与敌相遇，将其击败。
次年（1141年），金国分兵进犯滁州、濠州，赵密进击，再派张守忠率领五百骑出全椒县，埋伏在竹林间，敌人怀疑，夜里逃跑。赵密率兵出六丈河，断绝敌人归路，又将他击败。进升为中卫、协忠大夫，和州团练、防御使。拜为宣州观察使，为龙、神卫四厢都指挥使，主管侍卫步军。
海盗朱明残暴，赵密告诉张守忠计谋：“大海与陆地不同，使他走投无路则耗日相持，不是善策，关键在于安抚。”张守忠用他的计谋，朱明归降。赵密进升为定江军承宣使、崇信军节度使，因年岁劳苦转太尉，拜开府仪同三司。次年，领殿前都指挥使，献出本军的酒方十六所，积钱十万缗、银五万两以助军用，宋高宗下诏奖赏。上疏告老，于是以万寿观使奉朝请。
隆興二年（1164年），进少保致仕。不久金军再次侵犯淮河，宋孝宗下诏任命赵密再为殿前都指挥使。之前，金军声言航海来犯，朝论选从官视察水师，撤去禁旅防守，赵密不为动摇，正如所料。宋金和议达成，赵密罢为醴泉使。
乾道元年（1165年）九月，致仕。卒，时年七十一岁。赠少傅。

## 延伸阅读
[在维基数据编辑]
 《宋史·卷370》，出自脱脱《宋史》